# Foot Ball Club Torino 1933-1934
Questa voce raccoglie le informazioni riguardanti il Foot Ball Club Torino nelle competizioni ufficiali della stagione 1933-1934.

## Stagione
Nella stagione 1933-1934 il Torino disputò il campionato di Serie A.

## Divise
| 1ª divisa |

## Organigramma societario
Area direttiva
- Presidente: Giovanni Battista Mossetto

Area tecnica
- Allenatori: Augusto Rangone, poi dal 6 novembre 1933 Eugen Payer

## Rosa
| N. |                      | Ruolo | Calciatore         |
| -- | -------------------- | ----- | ------------------ |
|    | Italia (bandiera)    | P     | Vincenzo Bosia     |
|    | Italia (bandiera)    | P     | Giuseppe Maina     |
|    | Italia (bandiera)    | D     | Giacinto Ellena    |
|    | Italia (bandiera)    | D     | Osvaldo Ferrini    |
|    | Italia (bandiera)    | D     | Cesare Martin (II) |
|    | Italia (bandiera)    | D     | Maggiorino Mongero |
|    | Brasile (bandiera)   | D     | Benedicto Zacconi  |
|    | Italia (bandiera)    | D     | Mario Zanello      |
|    | Italia (bandiera)    | C     | Federico Allasio   |
|    | Argentina (bandiera) | C     | Attilio Bernasconi |
|    | Brasile (bandiera)   | C     | Demostene Bertini  |
|    | Brasile (bandiera)   | C     | Héctor Canalli     |

| N. |                      | Ruolo | Calciatore          |
| -- | -------------------- | ----- | ------------------- |
|    | Italia (bandiera)    | C     | Antonio Janni       |
|    | Italia (bandiera)    | C     | Dario Martin (III)  |
|    | Italia (bandiera)    | C     | Luigi Poet          |
|    | Argentina (bandiera) | C     | Carlos Volante      |
|    | Italia (bandiera)    | A     | Renzo Amadesi       |
|    | Italia (bandiera)    | A     | Mario Bo            |
|    | Italia (bandiera)    | A     | Julio Libonatti     |
|    | Italia (bandiera)    | A     | Coriolano Pontiggia |
|    | Italia (bandiera)    | A     | Filippo Prato       |
|    | Italia (bandiera)    | A     | Onesto Silano       |
|    | Italia (bandiera)    | A     | Giovanni Vecchina   |

## Risultati

### Serie A

#### Girone di andata
| Arbitro: | Gondola (Fiume) |

|                |           |  |
| Busini III 28’ | Marcatori |  |

| Arbitro: | Gama (Milano) |

|                                    |           |            |
| Prato 12’, 51’, 67’ Bernasconi 14’ | Marcatori | 73’ Gringa |

| Arbitro: | Beraldi (Imperia) |

|               |           |  |
| Locatelli 35’ | Marcatori |  |

| Arbitro: | Mazzarini (Roma) |

|             |           |           |
| Zacconi 81’ | Marcatori | 75’ Notti |

| Arbitro: | Barlassina (Novara) |

|                                                          |           |  |
| Cesarini 12’ G. Ferrari 37’ Borel II 47’ Sernagiotto 90’ | Marcatori |  |

| Arbitro: | Turbiani (Ferrara) |

|               |           |                |
| Libonatti 49’ | Marcatori | 4’ Fantoni III |

| Arbitro: | Ciamberlini (Genova) |

|                             |           |                         |
| Gardini 5’, 86’ Celoria 24’ | Marcatori | 10’ Prato 55’ Libonatti |

| Arbitro: | Mazza (Torre del Greco) |

|                                           |           |  |
| Libonatti 42’, 49’, 90’ Bo 59’ Silano 70’ | Marcatori |  |

| Arbitro: | Bevilacqua (Viareggio) |

|           |           |  |
| Piola 20’ | Marcatori |  |

| Arbitro: | Sassi (Roma) |

|  |           |             |
|  | Marcatori | 4’ Schiavio |

| Arbitro: | Turbiani (Ferrara) |

|                                           |           |  |
| Moretti 9’ Romani 58’, 81’ Arcari III 76’ | Marcatori |  |

| Arbitro: | Barlassina (Novara) |

|             |           |        |
| Palumbo 29’ | Marcatori | 55’ Bo |

| Arbitro: | Levrero (Genova) |

|                                 |           |                  |
| Libonatti 11’ Silano 74’ (rig.) | Marcatori | 60’ Chiecchi III |

| Torino 17 dicembre 1933, ore 14:30 UTC+1 14ª giornata | Torino               | 0 – 0 | Napoli | Stadio Filadelfia\| Arbitro: \| Ciamberlini (Genova) \| |
| Arbitro:                                              | Ciamberlini (Genova) |       |        |                                                         |

| Milano 24 dicembre 1933, ore 14:30 UTC+1 15ª giornata | Ambrosiana-Inter      | 0 – 0 | Torino | Arena Civica\| Arbitro: \| Beretta (Novi Ligure) \| |
| Arbitro:                                              | Beretta (Novi Ligure) |       |        |                                                     |

| Arbitro: | Bonivento (Venezia) |

|                                  |           |             |
| Prato 29’, 72’ Silano 75’ (rig.) | Marcatori | 79’ Mazzoni |

| Arbitro: | Gianni (Lucca) |

|                                        |           |  |
| Tomasi 8’ Scopelli 24’, 83’ Guaita 53’ | Marcatori |  |

#### Girone di ritorno
| Arbitro: | Gama (Milano) |

|                                              |           |                         |
| Prato 22’, 60’ Libonatti 58’ Foni 67’ (aut.) | Marcatori | 5’ Bettini 66’ Muzzioli |

| Arbitro: | Caironi (Milano) |

|             |           |        |
| Biagini 42’ | Marcatori | 86’ Bo |

| Arbitro: | Turbiani (Ferrara) |

|             |           |  |
| Allasio 22’ | Marcatori |  |

| Arbitro: | Scorzoni (Bologna) |

|                               |           |           |
| Cattaneo 6’, 88’ Riccardi 54’ | Marcatori | 74’ Prato |

| Arbitro: | Bevilacqua (Viareggio) |

|        |           |                              |
| Bo 64’ | Marcatori | 50’ Borel II 76’ Varglien II |

| Arbitro: | Rovida (Milano) |

|               |           |  |
| Fantoni I 60’ | Marcatori |  |

| Arbitro: | Mazzarini (Roma) |

|                                               |           |                         |
| Silano 5’ Prato 12’, 51’ Libonatti 29’ Bo 31’ | Marcatori | 76’ Autelli 85’ Ferrero |

| Arbitro: | Mastellari (Bologna) |

|                         |           |  |
| Persia I 38’ Busoni 42’ | Marcatori |  |

| Torino 18 marzo 1934, ore 15:00 UTC+1 26ª giornata | Torino           | 0 – 0 | Pro Vercelli | Stadio Filadelfia\| Arbitro: \| Caironi (Milano) \| |
| Arbitro:                                           | Caironi (Milano) |       |              |                                                     |

| Arbitro: | Dattilo (Roma) |

|                                                           |           |                               |
| Gravisi 33’ Vojak I 50’, 89’ Visentin 55’ Rossetti II 65’ | Marcatori | 71’ (rig.) Silano 81’ Zacconi |

| Arbitro: | Zorzi (Belluno) |

|                                  |           |                  |
| Monzeglio 44’ (rig.) Frigeri 62’ | Marcatori | 76’, 89’ Zacconi |

| Arbitro: | Bonivento (Venezia) |

|                      |           |                                    |
| Silano 16’, 21’, 89’ | Marcatori | 4’ Cresta 27’ Fibbi 54’ Arcari III |

| Arbitro: | Scorzoni (Bologna) |

|                              |           |                               |
| G.C. Ferrari 30’ Stábile 53’ | Marcatori | 73’ Zacconi 90’ (rig.) Silano |

| Arbitro: | Dattilo (Roma) |

|                            |           |             |
| Libonatti 67’ Vecchina 88’ | Marcatori | 85’ Palumbo |

| Palermo 22 aprile 1934, ore 15:30 UTC+1 30ª giornata | Palermo          | 0 – 0 | Torino | Campo del Littorio\| Arbitro: \| Caironi (Milano) \| |
| Arbitro:                                             | Caironi (Milano) |       |        |                                                      |

| Arbitro: | Scotto (Savona) |

|                               |           |                                                       |
| Silano 61’, 88’ (rig.) Bo 62’ | Marcatori | 18’ Scaramelli 55’ Scopelli 59’, 70’, 73’, 75’ Guaita |

| Arbitro: | Dattilo (Roma) |

|             |           |  |
| Zacconi 16’ | Marcatori |  |

## Statistiche

### Statistiche di squadra
| Competizione | Punti | In casa | In casa | In casa | In casa | In casa | In casa | In trasferta | In trasferta | In trasferta | In trasferta | In trasferta | In trasferta | Totale | Totale | Totale | Totale | Totale | Totale | DR  |
| Competizione | Punti | G       | V       | N       | P       | Gf      | Gs      | G            | V            | N            | P            | Gf           | Gs           | G      | V      | N      | P      | Gf     | Gs     | DR  |
| ------------ | ----- | ------- | ------- | ------- | ------- | ------- | ------- | ------------ | ------------ | ------------ | ------------ | ------------ | ------------ | ------ | ------ | ------ | ------ | ------ | ------ | --- |
| Serie A      | 29    | 17      | 9       | 5       | 3       | 36      | 21      | 17           | 0            | 6            | 11           | 11           | 36           | 34     | 9      | 11     | 14     | 47     | 57     | -10 |

### Statistiche dei giocatori[3]
| Giocatore       | Serie A  | Serie A |
| Giocatore       | Presenze | Reti    |
| --------------- | -------- | ------- |
| F. Allasio      | 24       | 1       |
| R. Amadesi      | 1        | 0       |
| A. Bernasconi   | 5        | 1       |
| D. Bertini      | 15       | 0       |
| M. Bo           | 29       | 6       |
| V. Bosia        | 12       | -23     |
| H. Canalli      | 9        | 0       |
| G. Ellena       | 1        | 0       |
| O. Ferrini      | 8        | 0       |
| A. Janni        | 24       | 0       |
| J. Libonatti    | 31       | 9       |
| G. Maina        | 22       | -34     |
| C. Martin (II)  | 21       | 0       |
| D. Martin (III) | 5        | 0       |
| M. Mongero      | 16       | 0       |
| L. Poet         | 2        | 0       |
| C. Pontiggia    | 16       | 0       |
| F. Prato        | 24       | 11      |
| O. Silano       | 31       | 11      |
| G. Vecchina     | 13       | 1       |
| C. Volante      | 16       | 0       |
| B. Zacconi      | 29       | 6       |
| M. Zanello      | 20       | 0       |

## Riserve
La squadra riserve del Foot Ball Club Torino ha disputato nella stagione 1933-1934 il girone C del campionato di Prima Divisione.

### Rosa
| N. |                    | Ruolo | Calciatore         |
| -- | ------------------ | ----- | ------------------ |
|    | Italia (bandiera)  | A     | Renzo Amadesi      |
|    | Brasile (bandiera) | C     | Demostene Bertini  |
|    | Italia (bandiera)  | P     | Vincenzo Bosia     |
|    | Italia (bandiera)  | D     | Giacinto Ellena    |
|    | Italia (bandiera)  | D     | Osvaldo Ferrini    |
|    | Italia (bandiera)  | C     | Eugenio Filippi    |
|    | Italia (bandiera)  | A     | Francesco Imberti  |
|    | Italia (bandiera)  | A     | Cesare Martin (II) |

| N. |                   | Ruolo | Calciatore          |
| -- | ----------------- | ----- | ------------------- |
|    | Italia (bandiera) | C     | Dario Martin (III)  |
|    | Italia (bandiera) | D     | Maggiorino Mongero  |
|    | Italia (bandiera) | C     | Luigi Poet          |
|    | Italia (bandiera) | A     | Coriolano Pontiggia |
|    | Italia (bandiera) | A     | Filippo Prato       |
|    | Italia (bandiera) | D     | Alberto Rosso       |
|    | Italia (bandiera) | A     | Raffaele Vallone    |
|    | Italia (bandiera) | A     | Giovanni Vecchina   |